# 欧祖河

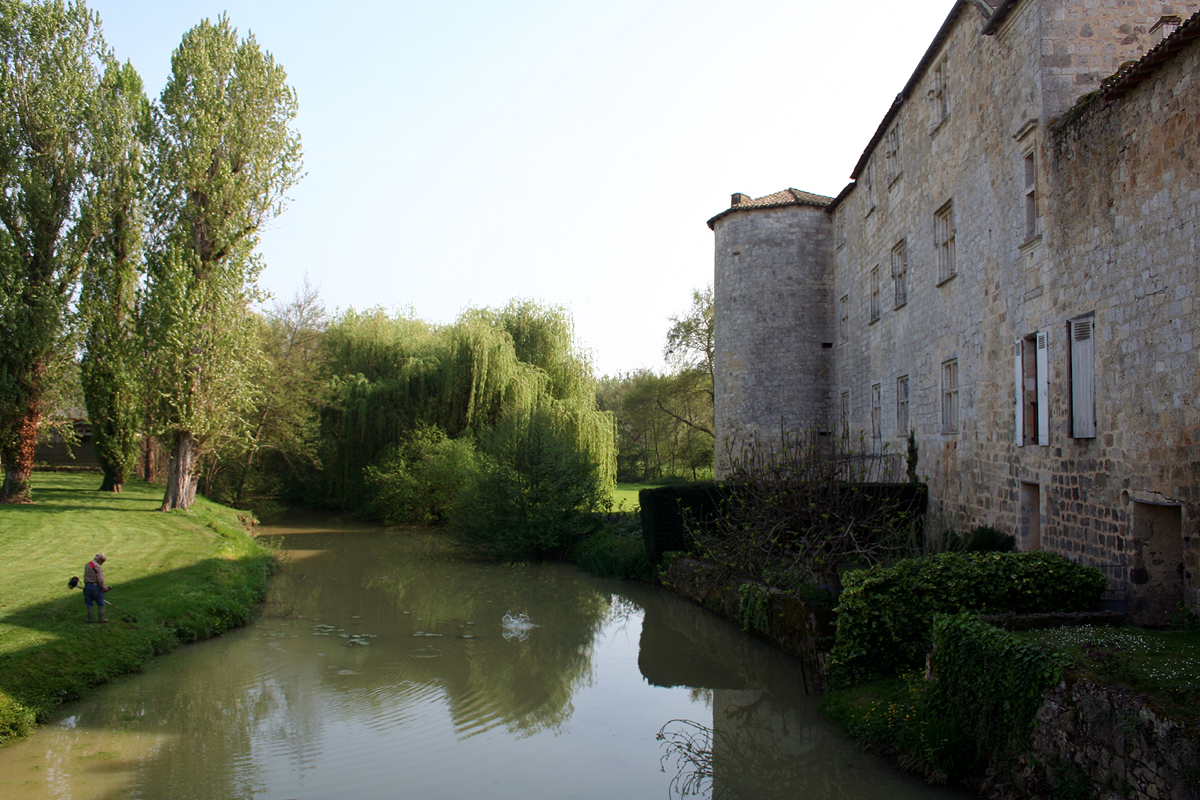

歐祖河（法語：Auzoue，發音：[ozu]）是法國的河流，位於該國西南部，屬於熱利斯河的右支流，河道全長74.2公里，流域面積283平方公里，發源自巴蘇，流經热尔省和洛特-加龙省，河口處在梅赞。

## 外部連結
- http://www.geoportail.fr （页面存档备份，存于）
- Sandre数据库中的欧祖河

44°03′22″N 00°14′47″E / 44.05611°N 0.24639°E